# Perruche de Latham
Pour les articles homonymes, voir Latham (homonymie).
Lathamus discolor
Genre
Espèce
Statut de conservation UICN

 CR A3ce : 
En danger critique
Statut CITES
La Perruche de Latham (Lathamus discolor (Shaw, 1790)) est une espèce d'oiseaux, seule espèce du genre Lathamus.
Elle est originaire de la partie orientale de l'île de Tasmanie en Australie.

## Nomenclature et dénominations
Son nom commémore l'ornithologue John Latham (1740-1837).
Elle est aussi appelée perruche de Swift, le mot swift provenant de son nom anglais swift parrot qui signifie « perruche rapide ».
Un autre de ses noms anglais est swift waylitja , le mot waylitja désignant la perruche en palawa kani (langue autochtone tasmanienne reconstruite).

## Description
Il s'agit d'une perruche très mince à queue longue. Cet oiseau mesure environ 25 cm.

## Répartition
Cet oiseau réside dans l'est de la Tasmanie. Certaines populations hivernent dans tout le sud-est de l'Australie tandis que d'autres sont sédentaires en Tasmanie.

## Habitat
Cette espèce peuple les forêts d'eucalyptus.

## Alimentation
Son régime alimentaire est à base de pollen et de nectars extraits des fleurs d'eucalyptus mais cet oiseau mange aussi des insectes, des larves, des baies, des graines et des fruits.

## Menaces
L'espèce est menacée par la prédation du Phalanger volant (Petaurus breviceps) ainsi que par la perte de son habitat en raison de l'exploitation forestière en Tasmanie où l'espèce niche et sur le continent où elle migre.